# Îlet Pinel
Îlet Pinel är en ö i den nordöstra delen av Saint-Martin, cirka 8,6 kilometer nordost om huvudorten Marigot. Arean är 0,115 kvadratkilometer.